# Ligne de Saint-Just-sur-Loire à Fraisses - Unieux
La ligne de Saint-Just-sur-Loire à Fraisses - Unieux est une ligne de chemin de fer située en France dans le département de la Loire, en région Auvergne-Rhône-Alpes.
En grande partie déclassée, la section de Saint-Just-sur-Loire à Saint-Just-Saint-Rambert est toujours en service pour le trafic du fret.
Elle constitue la ligne no 796 000 du réseau ferré national.

## Histoire

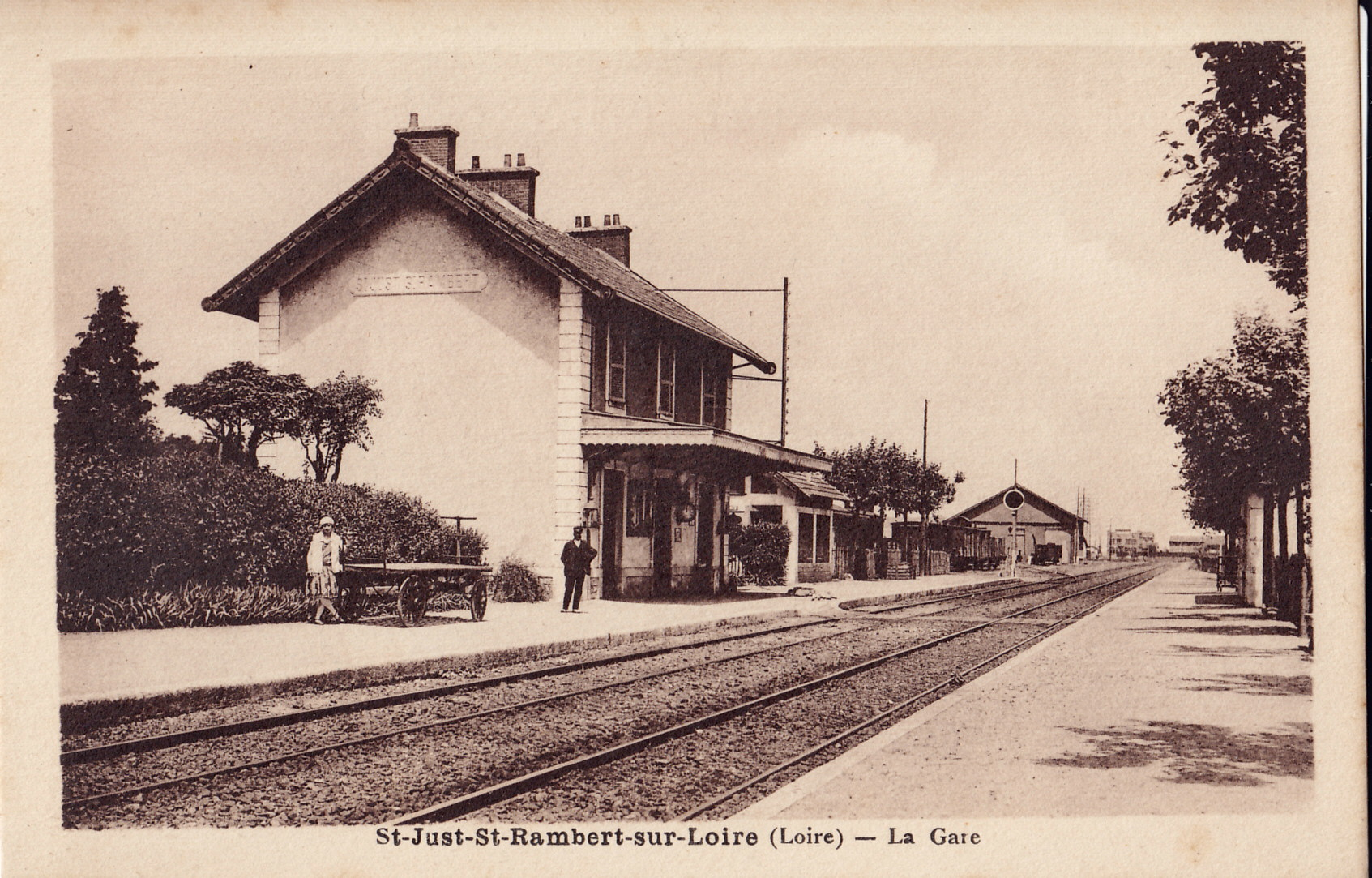
La gare de Saint-Just-Saint-Rambert, au début du XXe siècle.

La ligne a été déclarée d'utilité publique au titre de l'intérêt général par une loi du 31 décembre 1875 en tant qu'embranchement du Pertuiset à Saint-Just-sur-Loire,. 
La ligne est concédée à titre définitif à la Compagnie des chemins de fer de Paris à Lyon et à la Méditerranée (PLM) par une convention signée entre le ministre des Travaux publics et la compagnie le 26 mai 1883. Cette convention est approuvée par une loi le 20 novembre suivant.
Elle a été ouverte à l'exploitation le 1er septembre 1885.
Dès le 6 mars 1939, le service voyageur a été supprimé sur la ligne. Le service marchandises est lui aussi supprimé entre Saint-Just-Saint-Rambert et Fraisses - Unieux en 1941, avant le déclassement de ce tronçon par une loi du 30 novembre 1941.
La ligne a été noyée sur une partie importante de son parcours par le lac de retenue créé par le barrage de Grangent construit sur la Loire entre 1955 et 1957.

## Tracé
« La ligne du Pertuiset à Saint-Just-sur-Loire se développe, entre le Pertuiset et Saint-Just, en suivant les gorges de la Loire sur la rive droite ; la ligne traverse deux fois le fleuve, en face de Saint-Victor, pour franchir une boucle qu'il présente sur ce point et dont les deux branches ne sont séparées que par une arête de rocher de peu d'étendue.
La longueur totale de la ligne est de 16 k. 149 m. 80, y compris une partie commune avec la ligne de Saint-Etienne à Saint-Georges-d'Aurac de 1 k. 172 m. 80 de longueur.
Cette longueur se décompose comme il suit entre les alignements droits et les courbes de raccordement :
- 37 alignements droits, d'une longueur de 7 891 m. 48
- 40 courbes de raccordement, d'une longueur de 8,258 m. 32 ».

## Infrastructure
La ligne comprenait à l'origine 58 ouvrages d'art, dont sept viaducs : 
- le viaduc de Saint-Just, PK 3,091, de douze arches de 8 m, long de 118,70 m et haut de 17,50 m ;
- le viaduc de Grandjean, PK 7,555, de deux arches de 2 m, long de 42,50 m et haut de 26 m ;
- le viaduc de l'Yzeron, PK 9,385, de six arches de 18 m, long de 97,30 m et haut de 30,75 m ;
- le 1er viaduc de la Loire, PK 10,358, de six arches de 18 m, long de 170 m et haut de 32 m ;
- le 2e viaduc de la Loire, PK 11,055, de quatre arches variant de 20 à 22 m d'ouverture, long de 122,50 m et haut de 25,20 m ;
- le viaduc de la Noirie, PK 12,807, de cinq arches de 8 m, long de 87,60 m et haut de 13,80 m ;
- le viaduc du Pertuiset, PK 14,326, de neuf arches de 8 m, long de 87,60 m et haut de 17 m ;

ainsi que dix souterrains d'une longueur cumulée de 1 630 m, le plus long, celui de Mousset, atteignant 435 m.